# European Journal of Human Genetics
European Journal of Human Genetics — це щомісячний рецензований науковий журнал, який публікується видавництвом Nature Portfolio (Springer Nature) від імені Європейського товариства генетики людини. Журнал охоплює всі аспекти генетики людини.

## Цілі та сфера діяльності
European Journal of Human Genetics публікує високоякісні, оригінальні дослідницькі статті, короткі звіти та огляди у галузі генетики та геноміки людини. Він охоплює молекулярну, клінічну та цитогенетику, взаємодіючи між передовими біомедичними дослідженнями та клініцистами, а також об'єднує велике різноманіття засобів, ресурсів і точок зору в спільноті генетиків.
Основні сфери включають:
- Моногенні та багатофакторні розлади
- Розвиток і вади розвитку
- Спадковий рак
- Медична геноміка
- Генне картування та функціональні дослідження
- Кореляції генотип-фенотип
- Генетична мінливість і різноманітність генома
- Статистична та обчислювальна генетика
- Біоінформатика
- Досягнення в діагностиці
- Терапія і профілактика
- Тваринні моделі
- Генетичні послуги
- Генетика спільноти

Журнал також публікує запрошені редакційні статті та коментарі, оголошення про громадські та інші європейські заходи та спеціальні питання, що представляють загальний інтерес для спільноти генетики людини.

## Реферування та індексування
Журнал реферується та індексується за:
- Biotechnology Citation Index
- Current Contents/Life Sciences
- EMBASE/Excerpta Medica
- MEDLINE/Index Medicus
- Science Citation Index
- Scopus

Згідно з Journal Citation Reports, імпакт-фактор журналу у 2021 році становив 5,351.